# Anisorus heterocerus
Anisorus heterocerus là một loài bọ cánh cứng trong họ Cerambycidae.